# AshantiGold SC
Der AshantiGold Sporting Club Ltd., kurz AshantiGold SC, ist ein Fußballverein aus der ghanaischen Stadt Obuasi. Er wurde im Jahr 1978 als Obuasi Goldfields Sporting Club Ltd. gegründet und im April 2004 nach dem Kauf durch Anglogold Ashanti umbenannt. Die Mannschaft gewann 1994, 1995, 1996 und 2015 die ghanaische Meisterschaft und erreichte im Jahr 1997 das Finale der CAF Champions League.

## Geschichte
Der Verein wurde 1978 von Mitarbeitern der Ashanti Goldfields Corporation unter dem Namen „Obuasi Goldfields“ gegründet. Da sich die Firma weigerte, als Hauptsponsor tätig zu werden, musste zu Anfangszeiten das Gehalt der Spieler von den Arbeitern selbst gezahlt werden. Trotzdem gelang 1984 der Einzug in das Finale des ghanaischen Pokals. Daraufhin wurde einer der Hauptaktionäre des Unternehmens, Lonmin plc, auf den Verein aufmerksam und engagierte einen britischen Trainer. Die Mannschaft wurde in die erste Liga versetzt, aber aufgrund fehlenden Managements versank der Verein zunehmend ins Chaos. Erst nach dem Pokalsieg 1993 gelang es, die Ashanti Goldfields Corporation in den Verein einzubinden. In der Folge wurde erneut ein britischer Trainer engagiert.
In der folgenden Saison errang man den dritten Tabellenplatz hinter den dominanten Teams von Asante Kotoko und Hearts of Oak SC. Ein dreizehnköpfiges Management wurde installiert und Ashanti Gold errang die Meisterschaft. Da in den folgenden beiden Jahren jeweils der Titel verteidigt werden konnte, war Ashanti Gold nach Ligaprimus Asante Kotoko und sogar noch vor Hearts of Oak der zweite Verein Ghanas, dem es gelang drei Mal in Folge Meister zu werden. Bis heute schafften dieses Kunststück nur diese drei Vereine. 1997 gelang der Finaleinzug in der CAF Champions League, allerdings verlor man gegen den marokkanischen Vertreter Raja Casablanca im Elfmeterschießen.
Danach konnte man zwar nicht mehr an diese Erfolge anknüpfen, spielt aber mit 6 Vizemeisterschaften aus den letzten 8 Saisons wieder eine sehr gute Rolle in der Liga.
2004 nannte sich der Verein um und heißt seither „Ashanti Gold Sporting Club“.

## Erfolge
- Meisterschaft: 1993/94, 1994/95, 1995/96, 2015
- Ghanaischer Pokal:
  - Sieger: 1993
  - Finalist: 1984
- CAF Champions League
  - Finalist: 1997

### Teilnahme an CAF-Wettbewerben
| Saison | Wettbewerb                     | Runde         | Gegner                    | Gesamt          | Hin     | Rück    |
| ------ | ------------------------------ | ------------- | ------------------------- | --------------- | ------- | ------- |
| 1996   | African Cup of Champions Clubs | Erste Runde   | ASFA-Yennenga Ouagadougou | 5:2             | 4:1 (A) | 1:1 (H) |
| 1996   | African Cup of Champions Clubs | Zweite Runde  | CODM Meknès               | 0:1             | 0:1 (A) | 0:0 (H) |
| 1997   | CAF Champions League           | Erste Runde   | Junior Professionals FC   | 4:2             | 3:0 (H) | 1:2 (A) |
| 1997   | CAF Champions League           | Zweite Runde  | al-Hilal Khartum          | 3:2             | 1:2 (A) | 2:0 (H) |
| 1997   | CAF Champions League           | Gruppenphase  | Club Africain Tunis       | 2:0             | 0:0 (A) | 2:0 (H) |
| 1997   | CAF Champions League           | Gruppenphase  | Ferroviário Maputo        | 5:2             | 1:2 (A) | 4:0 (H) |
| 1997   | CAF Champions League           | Gruppenphase  | al Zamalek SC             | 3:3             | 3:1 (H) | 0:2 (A) |
| 1997   | CAF Champions League           | Finale        | Raja Casablanca           | 1:1 (4:5 i. E.) | 1:0 (H) | 0:1 (A) |
| 2001   | CAF Cup                        | Zweite Runde  | Atlético Sport Aviação    | 3:2             | 1:0 (H) | 2:2 (A) |
| 2001   | CAF Cup                        | Viertelfinale | Africa Sports National    | 0:2             | 0:0 (H) | 0:2 (A) |
| 2002   | CAF Cup                        | Erste Runde   | Satellite FC              | (a)5:5(a)       | 4:3 (H) | 1:2 (A) |
| 2007   | CAF Champions League           | Vorrunde      | Renacimiento FC           | 2:0             | 1:0 (A) | 1:0 (H) |
| 2007   | CAF Champions League           | Erste Runde   | FAR Rabat                 | 2:2 (6:7 i. E.) | 2:0 (H) | 0:2 (A) |
| 2008   | CAF Champions League           | Vorrunde      | Sahel SC                  | 6:2             | 0:1 (A) | 6:1 (H) |
| 2008   | CAF Champions League           | Erste Runde   | JS Kabylie                | 0:3             | 0:3 (A) | 0:0 (H) |
| 2011   | CAF Confederation Cup          | Vorrunde      | Séwé FC                   | 2:0             | 1:0 (A) | 1:0 (H) |
| 2011   | CAF Confederation Cup          | Erste Runde   | Étoile Sportive du Sahel  | 2:4             | 0:3 (A) | 2:1 (H) |

## Bekannte Spieler
- Valentine Atem
- George Owu
- Eric Agyemang